# Сіццано
Сіццано (італ. Sizzano, п'єм. Sceun) — муніципалітет в Італії, у регіоні П'ємонт,  провінція Новара.
Сіццано розташоване на відстані близько 530 км на північний захід від Рима, 85 км на північний схід від Турина, 21 км на північний захід від Новари.
Населення — 1446 осіб (2014). Є виноробною зоною італ. Sizzano DOC, виробляється червоне сухе вино. Щорічний фестиваль відбувається 8 травня. Покровитель — святий Віктор.

## Демографія
Населення за роками:

Станом на 1 січня 2023 року в муніципалітеті офіційно проживали 72 іноземці з 13 країн, серед них 25 громадян країн Євросоюзу та 22 громадяни України.

## Сусідні муніципалітети
- Карпіньяно-Сезія
- Кавальйо-д'Агонья
- Фара-Новарезе
- Гемме